# Gornja Težka Voda
Gornja Težka Voda  (deutsch Oberschwerenbach) ist eine Ortschaft in der slowenischen Stadtgemeinde Novo mesto im Osten des Landes.

## Geographie
Gornja Težka Voda liegt auf einer Anhöhe im Gorjanci-Gebirge, knapp fünf Kilometer südöstlich des Stadtzentrums von Novo mesto, der Hauptstadt der gleichnamigen Gemeinde. Nördlich des Ortes entspringt der Bach Težka voda, ein Nebenfluss der Krainer Gurk. Wie die umgebenden Siedlungen ist das Dorf landwirtschaftlich geprägt.
Der Weiler gehört zur Ortsgemeinschaft Stopiče.
Die Barockkirche St. Urban, seit 2016 ein slowenisches Kulturdenkmal, stammt aus dem 16. Jahrhundert und wurde bis 1833 umgebaut.

## Einzelnachweise

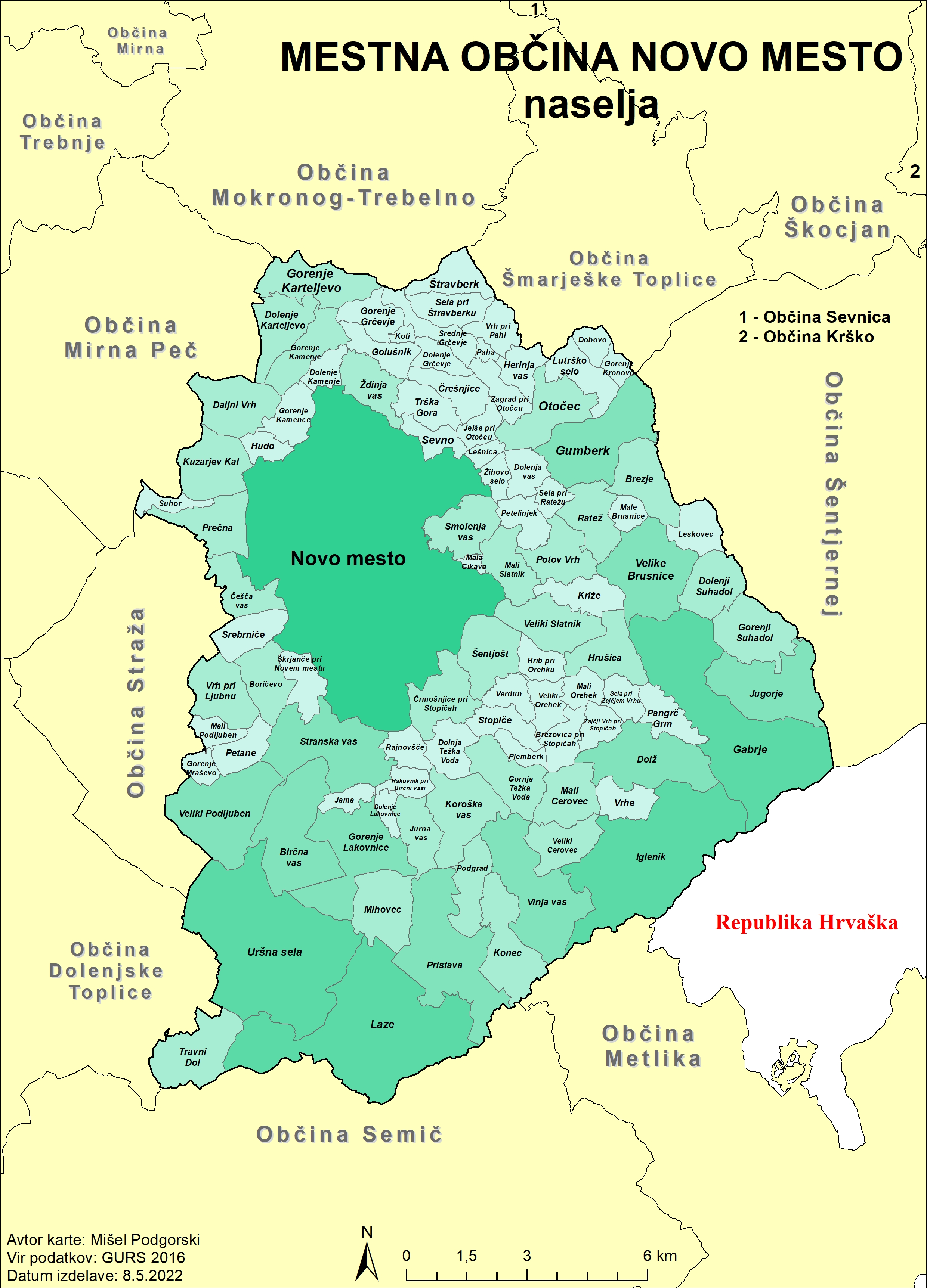
Ortschaften der Stadtgemeinde Novo mesto

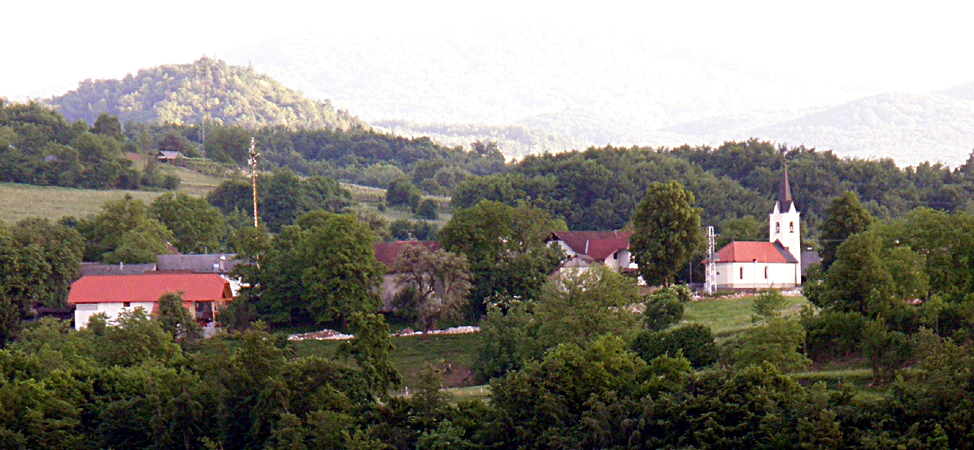
Gornja Težka Voda mit St.-Urban-Kirche (r.)